# چارلز کریستین لوریتسن
چارلز کریستیان لوریتسن (انگلیسی: Charles Christian Lauritsen؛ زاده ۴ آوریل ۱۸۹۲ درگذشته ۱۳ آوریل ۱۹۶۸) یک فیزیک‌دان اهل ایالات متحده آمریکا بود.